# Холодовский, Михаил Иванович
Михаил Иванович Холодовский (1855—1926) — украинский художник, пейзажист, действительный статский советник.

## Биография
Окончил Петровский Полтавский кадетский корпус и затем  Петербургское военное училище в 1875 году. С 1875 года служил в лейб-гвардии, в Преображенском полку. Участник русско-турецкой войны 1877–1878 годов. В 1883 году вышел в отставку. 
Учился живописи у художников Василия Волкова и Ивана Зайцева. Жил и работал в своем имении под Лубнами. Один из основателей «Киевского общества художников» (1916—1918), действительный член «Общества художников-киевлян» (1914—1919). Экспонировал свои пейзажи на украинскую тематику на выставках «Товарищества передвижных художественных выставок» и в Петербургской Академии Художеств. Его работы высоко оценил художественный критик Владимир Стасов. По его произведениям было напечатано много открыток. Часть работ художника находятся в Национальном Художественном Музее Украины и частных коллекциях.
В январе 1908 года был членом жюри II Международной фотовыставки в Киеве, организованной Киевским обществом фотографов-любителей «Дагерр».

## Семья
- Сын — Сергей[укр.], капитан второго ранга, участник переговоров в Брест-Литовске.